# 中国五矿

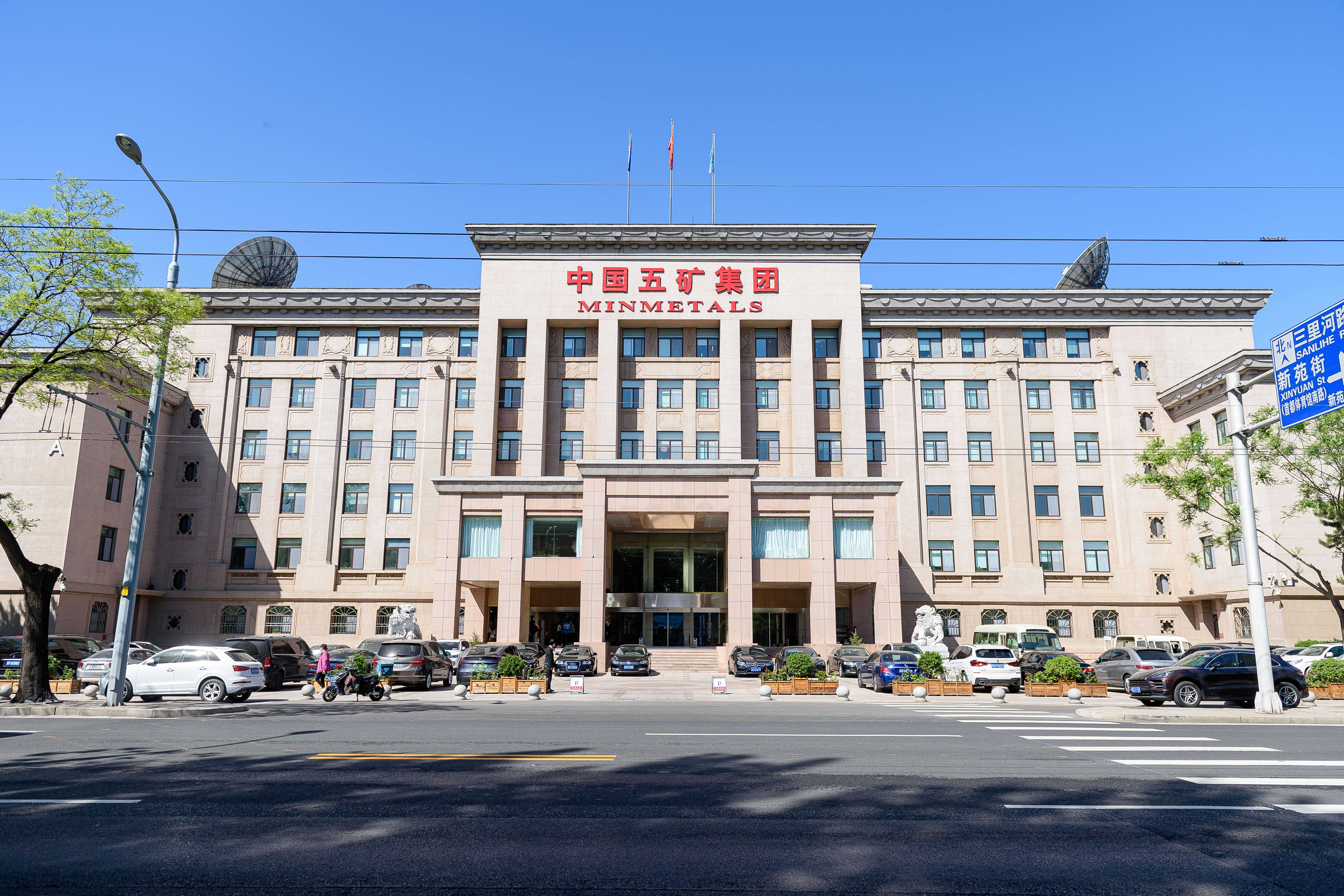
五矿集团的注册地为三里河路5号楼，因曾为中国技术进口总公司、中国仪器进出口总公司、中国机械进出口总公司、中国五金矿产进出口总公司（即五矿集团前身）、中国化工进出口总公司、中国对外贸易运输总公司等负责进口任务的单位所在地而被称为“进口大楼”

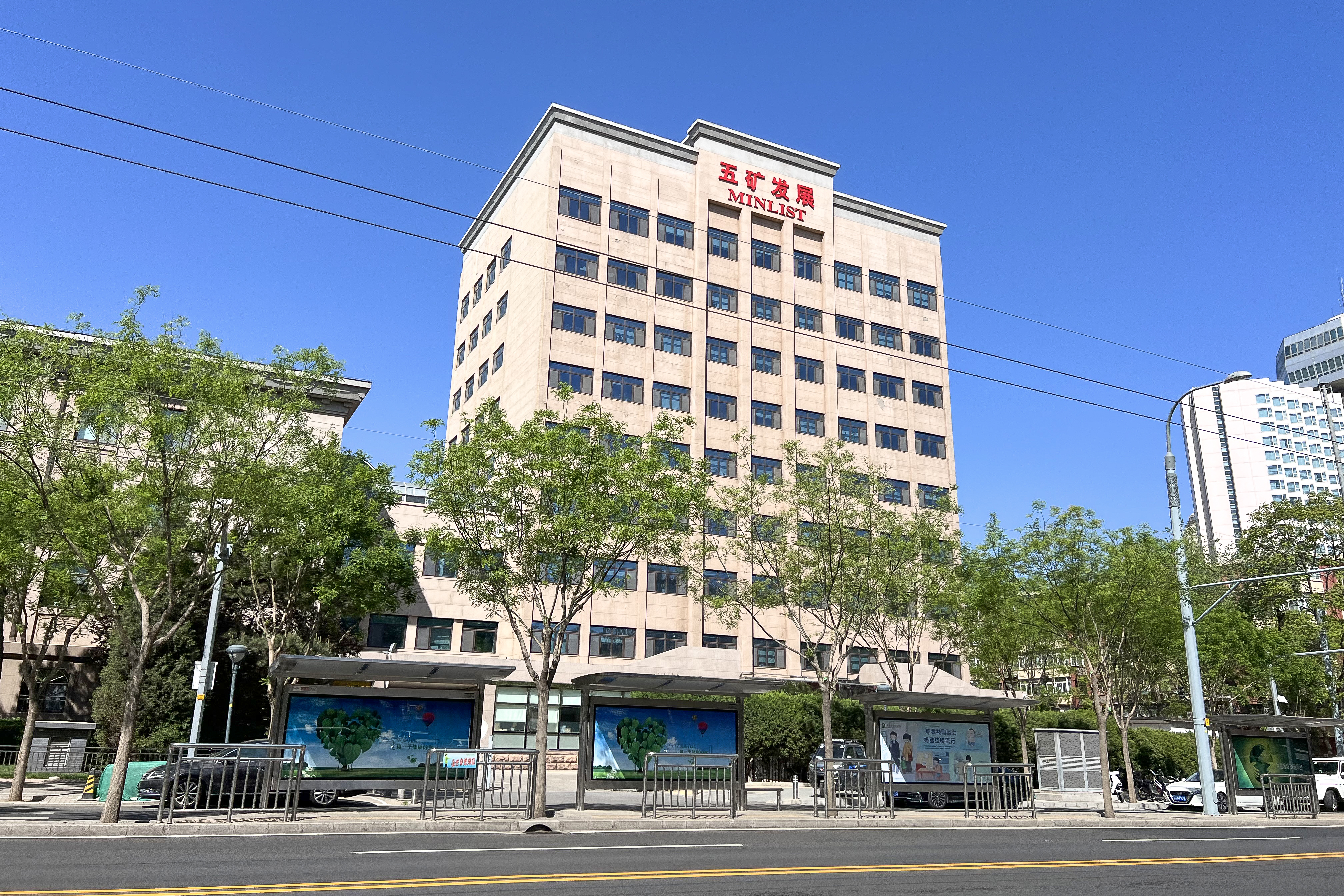
五矿发展大厦，原为对外贸易部谈判大楼

中國五礦集团公司（China Minmetals Corporation）简称五礦（Minmetals），是以金属、矿产品的开发、生产、贸易和综合服务为主，同时兼营金融、房地产、物流业务的大型国际化企业集團。总部位于北京，董事长为翁祖亮。五矿是一家由国务院国有资产监督管理委员会（SASAC）直接监管的国有公司。
截至2022年底，中国五矿资产总额超1万亿元，拥有8家上市公司，包括中国中冶（601618.SH、1618.HK）A+H两地上市公司，五矿资本（600390.SH）、五矿发展（600058.SH）、中钨高新（000657.SZ）、株冶集团（600961.SH）、长远锂科(688779.SH）六家内地上市公司，以及五矿资源（1208.HK）、五矿地产（0230.HK）两家香港上市公司。2023年公司营业收入突破9000亿元，在世界500强排名第65位。
在美国，该公司运营名称为Minmetels Inc（五矿股份有限公司），其北美总部位于美国新泽西州的威霍肯，是联合国全球契约（United Nations Global Compact）LEAD的成员。LEAD是2011年1月建立的平台，以推进、宣传企业可持续发展领导力。

## 历史
1950年4月按照中央人民政府政务院的决定，成立中国矿产公司，隶属于中央人民政府贸易部。1952年9月中国五金电工进口公司成立，承担钢材、有色金属、电工电讯器材等商品的进出口业务。
1955年7月中国五金电工进口公司改名为中国五金进口公司。1960年12月中国矿产公司与中国五金进口公司合并，改名为中国五金矿产进出口公司。1965年8月改名为中国五金矿产进出口总公司。
2004年1月经国务院国有资产监督管理委员会和国家工商行政管理总局审核批准，中国五金矿产进出口总公司从2004年1月18日起更名为“中国五矿集团公司”。
2007年，中国五矿的营业额和利润达到218亿美元和68亿元人民币。其资源储备包括6.04亿吨铁矿石、2.5亿吨焦炭和41万吨钨。它每年可提供1100万吨轧钢，410万吨煤炭，80万吨焦炭，14.5万吨电解铜和70万吨氧化铝。
2009年，中国五矿的收入为266.7亿美元。
2009年至2011年，五礦集團獲中央授權，以100%股份成為湖南有色集团控股股東。
2014年，五矿集团在《财富》500强企业中排名第198位，在金属企业中排名第4位。
五礦集團旗下上市公司包括香港上市的五礦建設(0230.HK)、五礦資源(1208.HK)，A股上市的五礦發展(600058.SS)、株冶股份(600961.SS)、中鎢高新(000657. SZ)、金瑞科技(600390.SS)、五礦稀土(000831.SZ)。
2015年12月8日，經報國務院批准，中國冶金科工集團有限公司整體併入中國五礦集團公司，成為其全資子企業。中國冶金科工集團有限公司不再作為國資委直接監管企業。
2016年2月15日，中國五礦批准和中国中冶合併。
在黑色金属领域，中国五矿保持全国第一大钢贸商的位置，并加快了其上游产业链的发展。在安徽省的铁矿勘探中，五矿已经控制了1亿吨磁铁矿和3000万吨黄铁矿。
在有色金属领域，中国五矿与江西铜业股份合作，收购了加拿大北秘鲁铜业公司100%的股权，与美国世纪铝业公司在牙买加成立合资公司，获得1.5亿吨铝土矿的开采权。其在广西壮族自治区的氧化铝项目年产量为40万吨，是国内规模和投资最大的氧化铝项目。
2021年12月，五矿集团的子公司中国五矿稀土有限公司确认，它将与其他一些稀土矿物生产商合并，创建世界第二大（稀土矿物）生产商。中国五矿稀土公司将与中国铝业稀土金属公司和中国南方稀土集团有限公司合并为一家新的、暂未命名的公司。江西赣州稀有金属交易所有限公司和赣州中蓝稀土新材料科技有限公司也将被纳入此次交易中。

## 收购

### 收购OZ minerals
中国五矿于2009年6月收购了澳洲矿企OZ Minerals的几乎所有矿业资产，并成立子公司矿产金属集团（MMG）。在这笔交易中，OZ Minerals以13.54亿美元的价格将Golden Grove、Sepon、Century、Rosebery、Avebury、Dugald River、High Lake和Izok Lake矿以及一些勘探资产出售给中国五矿。这些勘探资产最初还包括Prominent Hill矿，但被澳大利亚政府以国家安全为由阻止了。澳大利亚财政部长韦恩-斯万（Wayne Swan）表示，由于Prominent Hill位于敏感的军事区域内，因此不能将其纳入出售范围，在Prominent Hill被排除后，出售才得以进行。

### 收购中冶集团
2015年，中国五矿收购了国有工程和矿业集团中冶集团。这是中国试图整顿国有企业和巩固金属行业的重要一步。

### 收购Anvil矿业有限公司
中国五矿集团下属的五矿资源有限公司同意以100亿港元（13亿美元）收购加拿大企业Anvil矿业有限公司。Anvil的主要财产是刚果的Kinsevere矿山，2011年升级后预计每年生产约60,000吨铜。Anvil正在研究进一步提高生产速度的方法。

## 欲购埃奎诺克斯矿业
2011年，五矿集团对加拿大铜矿公司埃奎诺克斯矿业Equinox Minerals发起了65亿美元的收购要约。这是迄今为止中国矿业公司主动提出的最大收购要约。Equinox Minerals拒绝了该收购要约，后来接受了巴里克黄金公司高出16%的收购价格。